# Катастрофа Ми-8 в Ямало-Ненецком автономном округе 2 июля 2008 года
Катастрофа Ми-8 в Ямало-Ненецком округе 2 июля 2008 года — крушение транспортного вертолета российской компании ЮТэйр, с 3 членами экипажа и 13 пассажирами на борту, 9 человек погибло. 7 человек выжили. Рейс 9405 компании ЮТэйр совершил грубую посадку из-за отказа техники. Вертолет сгорел.

## Обстоятельства катастрофы
Экипаж вертолета Ми-8Т RA-22599 ОАО «Авиакомпания «ЮТэйр» выполнял транспортно-связной полёт по маршруту Ноябрьск – посадочная площадка разведочной скважины №774 Воргенского месторождения с целью доставки комиссии по приемке буровой в эксплуатацию. На борту вертолета находились три члена экипажа, 13 пассажиров заказчика и 200 кг груза. При подходе вертолета к площадке и торможении скорости полёта, на высоте 30 метров, КВС заметил резкое уменьшение оборотов несущего винта до 90 - 89% и вертолет начал «просаживаться». Вертолет с повышенной вертикальной и непогашенной поступательной скоростью, с большим углом тангажа на кабрирование, приземлился на посадочную площадку, что привело к касанию хвостовой пятой и рулевым винтом бетонной поверхности площадки. Пробежав 8 м, вертолет отделился от земли и приземлился с левым разворотом на 280° на основные стойки шасси за площадку, на грунт, расположенный на 5м ниже уровня площадки. Сразу же после приземления начался интенсивный пожар. В результате катастрофы 9 пассажиров погибли, 4 пассажира и члены экипажа получили травмы различной степени тяжести. Вертолет сгорел.

## Описание предшествующих событий
В 03 часа 53 минуты экипаж, после выполнения карт обязательных проверок, с разрешения диспетчера УВД Ноябрьск, произвел взлет с аэродрома Ноябрьск. На борту находилось 13 пассажиров заказчика, 200 кг груза и три члена экипажа. Выполнение полета по маршруту Ноябрьск – Р-774 Воргенская проходил без отклонений от регламентирующих документов. За 20 километров до посадки экипаж приступил к выполнению предпосадочной подготовки и выполнил её в полном объеме, согласно Инструкции по взаимодействию и технологии работы членов экипажа Ми-8Т (раздел: «Полеты с подбором площадок с воздуха»), о чем свидетельствуют внутрикабинные переговоры членов экипажа, зарегистрированные бортовым магнитофоном МС-61. Из объяснительных членов экипажа и записей бортового магнитофона МС-61 следует, что для уточнения направления и скорости ветра КВС принял решение о контрольном осмотре места приземления и выполнил его, пройдя над площадкой с курсом 70 градусов на безопасной высоте. Активное пилотирование вертолета осуществлял КВС, второй пилот – контролирующее. После выполнения осмотра и контрольной карты перед посадкой, экипаж произвел заход на площадку правым разворотом с курсом 20 градусов, при северном ветре 4 м/сек. Посадку предполагалось выполнить методом «по-вертолетному», вне зоны влияния «воздушной подушки». Выход вертолета на посадочную прямую произошел в 05 часов 21 минуту (11 часов 21 минуту местного времени). После срабатывания звукового сигнала радиовысотомера РВ-3, задатчик которого был установлен на высоту 100 м, КВС проинформировал экипаж: «Садимся экипаж».

## Описание развития аварийной ситуации
По объяснениям КВС, при подходе к площадке и торможении скорости полёта, на высоте 30 метров, он заметил резкое уменьшение оборотов несущего винта до 90 - 89% и вертолет начал «просаживаться». Для сохранения оборотов НВ КВС задержал перемещение ручки общего шага на увеличение шага НВ, но обороты НВ продолжали уменьшаться, а вертикальная скорость снижения вертолета увеличиваться. При приближении к посадочной площадке (из объяснительной КВС) командир увеличил тангаж с одновременным подрывом общего шага НВ для гашения вертикальной и поступательной скорости в целях исключения выкатывания вертолёта за пределы площадки. Вертолет с повышенной вертикальной и непогашенной поступательной скоростью, с большим углом тангажа на кабрирование, приземлился на посадочную площадку, что привело к касанию хвостовой пятой и рулевым винтом бетонной поверхности площадки. Пробежав 8 м, вертолет отделился от земли и, развернувшись в воздухе левым разворотом на 280°, приземлился на основные стойки за площадку, на грунт, расположенный на 5 м ниже уровня площадки. Сразу же после приземления на вертолете начался интенсивный пожар. Эвакуация пассажиров производилась членами экипажа и рабочими буровой бригады. В результате катастрофы 9 пассажиров погибли, 4 пассажира и члены экипажа получили серьезные телесные повреждения. Вертолет сгорел.
Видеореконструкция катастрофы на YouTube (обсценная лексика).
- 05:22:12,4 КВС Садимся экипаж.
- 05:22:14,7 2П К посадке готов, второй пилот.
- 05:22:16,6 Б/м 50 скорость, обороты 95.
- 05:22:23,3 Б/м 50, обороты 95.
- 05:22:25,7 2П Справа высокие пройдены, справа под хвостом свободно.
- 05:22:28,3 Б/м Свободно впереди, высота 30, обороты 95.
- 05:22:32,1 2П Свободно.
- 05:22:34,7 Б/м Высота (нрзб), над площадкой
- 05:22:37,1 Звуковой эффект от разрушения конструкции вертолёта.
- 05:22:37,7 РИ Борт 22599 пожар в отсеке левого двигателя. Борт 22599 пожар в отсеке левого двигателя
- 05:22:49,3 РИ Борт 22599 пожар в отсеке правого двигателя. Борт 22599 пожар в отсеке правого двигателя. ..........................................
- 05:23:52,9 РИ Борт 22-599, пожар в отсеке обогревателя.
- 05:25:10,3 Конец записи МС-61

## Выводы комиссии, расследовавшей АП
Катастрофа вертолета Ми-8Т RA-22599 явилась следствием грубого приземления вертолета на посадочную площадку с большой вертикальной и непогашенной горизонтальной скоростью, что привело к смещению главного редуктора вертолета со штатного места, разрыву кинематической связи: главный редуктор - двигатели, приведшему к раскрутке роторов свободных турбин двигателей до их разрушения и возникновению интенсивного пожара в отсеках двигателей и внутри грузопассажирского салона вертолета. Грубое приземление вертолета явилось следствием одного из следующих факторов или их сочетания:
- возможное изменение направления и силы ветра непосредственно над посадочной площадкой по отношению к направлению и силе ветра, указываемых ветроуказателем;
- возможное превышение посадочной массы вертолета для данных условий посадки;
- возможная ошибка в действиях экипажа при выполнении посадки, выразившаяся в позднем и энергичном увеличении общего шага НВ, что привело к уменьшению частоты вращения винта ниже минимально допустимой и резкой просадке вертолета;
- возможный отказ одного из двигателей с частичной потерей мощности при выполнении посадки вертолета.

Фактором, усугубившим тяжесть последствий авиационного происшествия, является отсутствие защиты грузопассажирского салона вертолета Ми-8 от нелокализованных разрушений свободных турбин двигателей, что привело к мгновенному распространению пожара из двигательных отсеков в грузопассажирский салон и гибели пассажиров.

## Сведения о воздушном судне
| Тип ВС                        | Ми-8Т                                 |
| ----------------------------- | ------------------------------------- |
| Регистрационный номер (id) ВС | RA-22599                              |
| Государство регистрации ВС    | Россия                                |
| Дата выпуска ВС               | 1979                                  |
| Заводской номер ВС            | 7895                                  |
| Наработка ВС (часы)           | 18436                                 |
| Наработка ВС (циклы)          | 38074                                 |
| Силовая установка             | два ТВ2-117А №№ С951011148, С95201142 |